# П'єгаро
П'єгаро, П'єґаро (італ. Piegaro) — муніципалітет в Італії, у регіоні Умбрія,  провінція Перуджа.
П'єгаро розташовані на відстані близько 125 км на північ від Рима, 30 км на південний захід від Перуджі.
Населення — 3719 осіб (2014).
Щорічний фестиваль відбувається 31 грудня. Покровитель — San Silvestro.

## Демографія
Населення за роками:

Станом на 1 січня 2023 року в муніципалітеті офіційно проживало 320 іноземців з 40 країн, серед них 129 громадян країн Євросоюзу та 13 громадян України.

## Сусідні муніципалітети
- Читта-делла-П'єве
- Маршіано
- Монтегаббьоне
- Монтелеоне-д'Орв'єто
- Пачіано
- Панікале
- Перуджа
- Сан-Венанцо